# Lukas Benen
Lukas Benen (* 6. Mai 1993) ist ein deutscher Fußballschiedsrichter.

## Karriere
Lukas Benen studierte Wirtschaftswissenschaften und Volkswirtschaftslehre (M. Sc.) an der Ruhr-Universität Bochum. Er arbeitet als Bankberater.
Als Fußballschiedsrichter ist Benen Mitglied des Vereins Vorwärts Nordhorn im Niedersächsischen FV.
Benen ist seit 2019 in der 3. Liga aktiv. Seine erste dort geleitete Begegnung war ein Heimspiel der Würzburger Kickers gegen Preußen Münster am 17. August. In den festen Schiedsrichterkader der 2. Bundesliga wurde Benen zur Saison 2024/25 berufen, nachdem er zuvor bereits zwei Partien geleitet hatte.
Seine erste Spielleitung im DFB-Pokal erfolgte in der ersten Runde des Wettbewerbs im August 2023 bei der Begegnung FC Oberneuland gegen den 1. FC Nürnberg.
Als Linienrichter ist Lukas Benen im DFB-Pokal und in der 2. Bundesliga tätig. Bis zum Ende der Saison 2018/19 war er außerdem Mitglied des Linienrichterkaders der 3. Liga. Als Vierter Offizieller begleitet Benen Spiele der 2. Bundesliga.